# دیوتسی
دیوتسی (به بلغاری: Divetsi) یک منطقهٔ مسکونی در بلغارستان است که در شهرستان گابروو واقع شده‌است.